# Louis Paul Boongenootschap
Het Louis Paul Boongenootschap is een literair genootschap dat zich ten doel stelt werk en gedachtegoed van de Vlaamse auteur Louis Paul Boon bekendheid te geven. Het genootschap is een vereniging zonder winstoogmerk (vzw) volgens Belgisch recht.

## Geschiedenis
Het genootschap bestaat sinds 1979, en nam als eerste het initiatief tot het maken van een standbeeld van Jan de Lichte. Het beeld van de hand van Roel D'Haese werd in 1987 al opgeleverd, maar het duurde tot 2009 voor het een vaste plek vond, voor het gerechtsgebouw Antwerpen.
Tegenwoordig organiseert het genootschap diverse bijeenkomsten per jaar.